# Gen Mishima
Gen Mishima es una serie chilena de ficción emitida por TVN en Chile y por la división mun2 de la cadena Telemundo en Estados Unidos. Pertenece al género biopunk y es la primera serie chilena de esta temática. El programa cuenta con los actores Cristián Carvajal, Celine Raymond, Fernanda Urrejola y Diego Casanueva.
La serie, de 8 capítulos de 50 minutos de duración, comenzó a filmarse el 7 de enero en Santiago. El proyecto ganó un fondo del CNTV de $104 millones en 2006 y fue producida por Parox. Leonora González, productora ejecutiva de Parox, asegura que "El gen Mishima" apunta a un público juvenil y trata temas complejos que han sido ampliamente cubiertos en la literatura, el cine y la televisión. "Hay muchas referencias a obras que tratan el tema de la manipulación genética como el libro Un mundo feliz, de Aldous Huxley, o películas como Niños del hombre o Código 46", explica. La productora cree que lo que más llamó la atención de la serie es la historia, que deja en evidencia los poderes fácticos que operan sin que los individuos lo noten: "Muchas veces no sabemos lo que está pasando a la vuelta de la esquina".
La serie fue nominada al Premio Altazor 2009 por "Mejor guion" y "Mejor dirección".

## Argumento
Un joven periodista y escritor, Ignacio Maiakovsky, investiga a los jóvenes egresados del polémico Instituto Porvenir para niños superdotados, develando un oscuro plan que involucra genética social, mutaciones y religión. Esta historia, donde se mezclan relaciones de amor y de amistad, que incursiona en el misterio y en la ciencia ficción, brinda un particular punto de vista sobre el pasado, el presente y el futuro de la sociedad.
No tienen súperpoderes, pero son especiales: Amapola, Elena y Víctor son jóvenes con habilidades muy particulares que en su infancia los hicieron destacar por sobre el resto de los niños, y por eso fueron educados en un lugar distinto; el Instituto Porvenir. Por ejemplo, en la trama, Elena puede desdoblarse; y Amapola tiene un olfato ultradesarrollado. Ambas asistieron al Instituto, fundado a fines de la década de los 70 por el doctor japonés Seto Mishima, que planeaba moldear a los líderes del siglo XXI y que fue clausurado en 2001 por denuncias que lo acusaron de prácticas indebidas como experimentación ilegal con químicos y manipulación genética.

## Personajes
- Ignacio Maiakovsky (Cristián Carvajal): Es el protagonista de esta historia; Periodista y escritor. Ha pasado el último tiempo investigado sobre el Instituto Porvenir y sobre Seto Mishima, el creador de este centro. Según conocidos, dicen de él que es un tipo honesto e idealista. Según él mismo: “un escritor maldito y grafómano”. todo cambia cuando Elena aparece misteriosamente en su departamento cambiando toda su rutina cuando su libro comienza a hacerse realidad.
- Elena Miranda (Celine Reymond): Exalumna del Instituto Porvenir; ella tiene la habilidad de desdoblarse. Su aparición en el departamento de Maiakovsky y posterior desaparición, marcará la vida de ambos. Elena ha pasado los últimos seis años de su vida en un estado de huida perpetua. Vive en departamentos vacíos hasta que los dueños de éstos regresan, es entonces cuando vuelve a desaparecer, sin dejar el menor rastro. Un secreto de su pasado guarda la clave del misterio de Porvenir, siendo esta la piedra clave para descifrar los misterios de esta historia.
- Víctor Ruiz (Diego Casanueva): Exalumno del Instituto Porvenir. Sin oficio conocido más que el de apostador. Su habilidad es ser experto en matemática aplicada y teoría del Caos pudiendo incluso predecir hechos a ocurrir en el futuro utilizando cálculos mentales instantáneos a través de numerosas fórmulas matemáticas. Encantador, cínico y mujeriego. Según los informes policiales es un “apostador y estafador”. Maiakovsky prefiere llamarlo dandy. Según él mismo: “es una mente que iluminará el Porvenir”.
- Amapola Benadente (Fernanda Urrejola): Exalumna del Instituto Porvenir, Amapola no sale de la disco Arcadia, fachada de su verdadera actividad como creadora de drogas de diseño o como ella prefiere denominarse: “médico de cabecera”. Su habilidad en la química y su agudo sentido del olfato le permite percibir los cambios químicos en el interior de las personas. Lideró las querellas contra Mishima y fue la fundadora del MAOA, grupo que está en contra de las actividades del Nuevo Porvenir, en la actualidad ha dejado todo eso de lado y su vida es la química y la disco Arcadia.
- Pablo Jimenez (Matías Oviedo): Exalumno del instituto Porvenir, Pablo posee memoria fotográfica lo cual lo convierte en el correo del MAOA, este personaje recorre Santiago llevando información de un lado a otro, además tuvo una relación con Ana.
- Ana Ulloa (Lucy Cominetti): Exalumna del Instituto Porvenir. Experta en programación neurolingüística e hipnosis, Ana puede inducir estados de trance y hacer creer a las personas que la realidad es algo que ella maneja a su antojo. Tiene como bases de operaciones la clínica Bethesda, lugar donde trata a diversos pacientes con enfermedades mentales y traumas psicológicos. Ana es la consejera o líder del MAOA en su lucha contra los experimentos genéticos y las compañías farmacéuticas.
- Marco Otilnau / Tetsuo (Tauro Berastegui): Exalumno del Instituto Porvenir. El último Aonikenk o Tehuelche, indígena de la Patagonia austral chilena, caracterizados por ser morenos y altos. Su habilidad es la fuerza y las técnicas de combate. Tetsuo es el encargado de cuidar de Elena, se ha infiltrado en diferentes lugares para pasar como un hombre normal pero eso no impide que cumpla con su misión.
- Kenshi Imamura / Gaspar Huenchumilla (Juan Pablo Miranda): Exalumno del Instituto Porvenir. Kenshi era su nick virtual, su habilidad es la computación y es considerado un hacker, Kenshi se consideraba a sí mismo un “guardián en la frontera”; y realizaba ataques a blancos que iban desde poderosas compañías farmacéuticas a redes de pornografía infantil, ganándose poderosos enemigos en el proceso. La muerte de Kenshi da inicio a la serie, siendo a su vez todo un misterio.
- Andrea Vásquez (Lorena Bosch): Exalumna del Instituto Porvenir, niña prodigio, durante mucho tiempo fue la cara visible del instituto hasta que decidió abandonar el Centro, debido a un embarazo precoz. No fue manipulada genéticamente, pero no puede asegurar lo mismo del bebé que concibió dentro de porvenir.
- Rolo (Nicolás Saavedra): Exalumno del Instituto Porvenir, neurolingüísta e indagador en los lugares más profundos de la mente humana, ex niño genio. Escritor de teorías conspirativas, lector de cómics, egonauta. Es una especie de agencia de viajes mentales y eso, cualquier Porvenir que quiera conocerse internamente, lo sabe.

## Elenco
- Cristián Carvajal como Ignacio Maiakovsky.
- Diego Casanueva como Víctor Ruiz.
- Fernanda Urrejola como Amapola Benadente.
- Pablo Macaya como Comisario Rafael Martínez.
- Matías Oviedo como Pablo Jiménez.
- Luis Kanashiro como Seto Mishima.
- Juan Pablo Miranda como Gaspar Huenchumilla "Kenshi Imamura".
- Lucy Cominetti como Ana Ulloa.
- Celine Reymond como Elena Miranda.
- Andrea García-Huidobro como Alba Rosario Martínez.
- Tauro Berastegui como Marco Otilnau "Tetsuo".
- Lorena Bosch como Andrea Vásquez.
- Nicolás Saavedra como Rolo.
- Javier Baldassari como Joaquín Ahumada.
- Javiera Toledo como Sara Ruiz.
- Taira Court como Christina Reggis.
- Pablo Krögh como Octavio Cox.